# 日本真厚壳蛤
日本真厚壳蛤（学名：Eucrassatella japonica），舊屬帘蛤目厚蛤科真厚蛤屬，今屬心蛤目厚蛤科日本厚蛤屬。

## 分佈
本物種主要分佈於中国大陆的福建省及東中國海的大陸架及日本，
常栖息在潮下带。